# Sterling Jerins
Sterling Jerins, född den 15 juni 2004 i New York, New York, är en amerikansk skådespelare. Hennes mamma Alana och hennes äldre syster Ruby är också skådespelare.

## Filmografi (i urval)
- 2013 – World War Z
- 2013 – The Conjuring
- 2014 – Säg aldrig aldrig
- 2014 – Fem trappor upp
- 2015 – Dark Places
- 2016 – Paterson
- 2017 – Daisy Winters
- 2018 – Boarding School